# William W. Morgan
William Wilson Morgan (Bethesda, 3 gennaio 1906 – Williams Bay, 21 giugno 1994) è stato un astronomo e astrofisico statunitense, noto per il lavoro di classificazione delle stelle e delle galassie e per aver contribuito a dimostrare l'esistenza di bracci a spirale nella nostra galassia. Oltre ai successi scientifici, è stato professore e direttore di astronomia per l'Osservatorio Yerkes dell'Università di Chicago nel Wisconsin e caporedattore dell'Astrophysical Journal di George Hale.
Morgan dette il suo nome sia al sistema di classificazione degli spettri delle stelle di Morgan-Keenan-Kellman [MKK] che al sistema di misurazione dei colori stellari di Johnson-Morgan [UBV]. Entrambi sono ancora in uso.

## Biografia
Nacque il 3 gennaio 1906 a Bethesda, nel Tennessee. Figlio di missionari protestanti e, a causa dello stile di vita itinerante della famiglia, studiò a casa fino all'età di nove anni, quindi in Florida, Colorado e Missouri, prima di terminare gli studi alla Lee University, in Virginia, e a Washington. Aveva intenzione di studiare inglese, fu invece introdotto all'astronomia dal suo insegnante di latino. 
Si rivolse definitivamente all'astronomia quando il suo insegnante di fisica lo raccomandò come stagista a E. B. Frost, allora direttore dell'Osservatorio Yerkes. Morgan completò gli studi con un dottorato di ricerca nel 1931 presso l'Università di Chicago sotto la supervisione di Otto Struve. Morgan insegnò a Chicago dal 1932, diresse il dipartimento di astronomia di quell'università dal 1960 al 1966 e fu direttore dell'Osservatorio Yerkes dal 1960 al 1963. Terminò la sua carriera come professore emerito a Chicago.

## La ricerca
Morgan ebbe un ruolo importante nell'introduzione dei concetti della meccanica quantistica all'astrofisica, un dono speciale per collegare lo spettro delle stelle ai concetti fisici. Con Philip C. Keenan e Edith Kellman sviluppò la classifica stellare MKK1, in seguito rinominata MK quando fu rivista da Morgan e Keenan. Questa classificazione fu la prima indipendente dalla calibrazione della magnitudine assoluta o della temperatura superficiale delle stelle. Permise di collegare la massa, la temperatura e la gravità superficiale di una stella in modo semplice.
Morgan continuò a lavorare sulla spettrometria stellare e, con Harold Johnson, sviluppò la fotometria UVB nel 1953, diventata il metodo standard di fotometria al giorno d'oggi. Durante i loro studi sugli spettri solari, Morgan e J. J. Nassau scoprirono quasi 900 stelle di tipo spettrale O e B. Dalla loro classificazione, determinano le loro distanze e quindi mostrarono la natura e la struttura a spirale della nostra galassia. Queste misurazioni furono confermate nel 1953 da Morgan, A. E. Whitford e A.D. Code e poi dalle misurazioni della linea dei 21 centimetri. Alla fine degli anni '50, Morgan si rivolse alla classificazione delle galassie, i suoi tentativi basati sulle loro morfologie incontrarono scarso successo; si rivolse nuovamente alla spettrometria ma il sistema da lui inventato non convinse nemmeno la comunità scientifica.

## Morte
Morì il 24 giugno 1994, all'età di 88 anni, a Williams Bay, Wisconsin.

## Onorificenze e premi
Gli è stato dedicato l'asteroide 3180 Morgan. Ha ricevuto, inoltre, i seguenti riconoscimenti:
- 1958 - Medaglia Bruce
- 1961 - Henry Norris Russell Lectureship
- 1980 - Medaglia Henry Draper
- 1983 - Medaglia Herschel[3]